# Litarcturus antarcticus
Litarcturus antarcticus là một loài chân đều trong họ Antarcturidae. Loài này được Bouvier miêu tả khoa học năm 1910.